# فيتيبسك

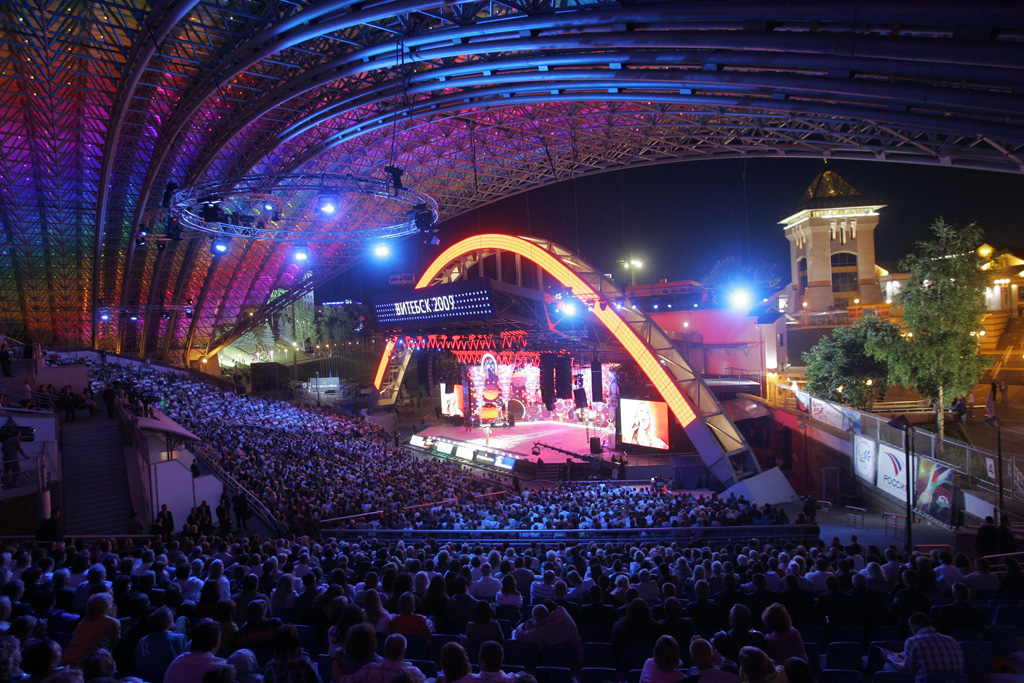
حفل افتتاح مهرجان سلافيانسكي الدولي

فايسبسك (Витебск, Віцебск) هي مدينة في مقاطعة فايسبسك في روسيا البيضاء.
يبلغ عدد سكانها حوالي 378,459 نسمة.
المساحة 124538 كم مربع
المدينة الرابعة بالتعداد السكاني بعد مينسك غوميل ماغيلوف

## المناخ
يظهر الجدول التالي التغييرات المناخية على مدار السنة لفيتيبسك:
| البيانات المناخية لـفيتيبسك       | البيانات المناخية لـفيتيبسك | البيانات المناخية لـفيتيبسك | البيانات المناخية لـفيتيبسك | البيانات المناخية لـفيتيبسك | البيانات المناخية لـفيتيبسك | البيانات المناخية لـفيتيبسك | البيانات المناخية لـفيتيبسك | البيانات المناخية لـفيتيبسك | البيانات المناخية لـفيتيبسك | البيانات المناخية لـفيتيبسك | البيانات المناخية لـفيتيبسك | البيانات المناخية لـفيتيبسك | البيانات المناخية لـفيتيبسك |
| الشهر                             | يناير                       | فبراير                      | مارس                        | أبريل                       | مايو                        | يونيو                       | يوليو                       | أغسطس                       | سبتمبر                      | أكتوبر                      | نوفمبر                      | ديسمبر                      | المعدل السنوي               |
| --------------------------------- | --------------------------- | --------------------------- | --------------------------- | --------------------------- | --------------------------- | --------------------------- | --------------------------- | --------------------------- | --------------------------- | --------------------------- | --------------------------- | --------------------------- | --------------------------- |
| الدرجة القصوى °م (°ف)             | 10.4 (50.7)                 | 10.9 (51.6)                 | 19.1 (66.4)                 | 28.5 (83.3)                 | 32.5 (90.5)                 | 32.2 (90.0)                 | 34.7 (94.5)                 | 37.8 (100.0)                | 30.1 (86.2)                 | 24.6 (76.3)                 | 15.0 (59.0)                 | 10.7 (51.3)                 | 37.8 (100.0)                |
| متوسط درجة الحرارة الكبرى °م (°ف) | −2.9 (26.8)                 | −2.6 (27.3)                 | 2.9 (37.2)                  | 11.6 (52.9)                 | 18.5 (65.3)                 | 21.4 (70.5)                 | 23.5 (74.3)                 | 22.2 (72.0)                 | 16.2 (61.2)                 | 9.5 (49.1)                  | 2.1 (35.8)                  | −2.0 (28.4)                 | 10.0 (50.0)                 |
| المتوسط اليومي °م (°ف)            | −5.3 (22.5)                 | −5.5 (22.1)                 | −0.6 (30.9)                 | 6.8 (44.2)                  | 13.1 (55.6)                 | 16.4 (61.5)                 | 18.4 (65.1)                 | 17.0 (62.6)                 | 11.6 (52.9)                 | 6.1 (43.0)                  | −0.1 (31.8)                 | −4.2 (24.4)                 | 6.1 (43.0)                  |
| متوسط درجة الحرارة الصغرى °م (°ف) | −7.7 (18.1)                 | −8.5 (16.7)                 | −3.9 (25.0)                 | 2.5 (36.5)                  | 7.9 (46.2)                  | 11.6 (52.9)                 | 13.6 (56.5)                 | 12.3 (54.1)                 | 7.7 (45.9)                  | 3.3 (37.9)                  | −2.1 (28.2)                 | −6.5 (20.3)                 | 2.5 (36.5)                  |
| أدنى درجة حرارة °م (°ف)           | −36.1 (−33.0)               | −38.9 (−38.0)               | −27.8 (−18.0)               | −13.9 (7.0)                 | −4.0 (24.8)                 | −1.6 (29.1)                 | 4.0 (39.2)                  | 1.0 (33.8)                  | −4.0 (24.8)                 | −15.0 (5.0)                 | −24.0 (−11.2)               | −35.0 (−31.0)               | −38.9 (−38.0)               |
| الهطول مم (إنش)                   | 51 (2.0)                    | 45 (1.8)                    | 46 (1.8)                    | 36 (1.4)                    | 57 (2.2)                    | 86 (3.4)                    | 82 (3.2)                    | 83 (3.3)                    | 66 (2.6)                    | 62 (2.4)                    | 55 (2.2)                    | 55 (2.2)                    | 724 (28.5)                  |
| متوسط الأيام الممطرة              | 8                           | 6                           | 9                           | 13                          | 16                          | 17                          | 17                          | 14                          | 16                          | 17                          | 14                          | 10                          | 157                         |
| متوسط الأيام المثلجة              | 23                          | 21                          | 14                          | 4                           | 0.3                         | 0                           | 0                           | 0                           | 0.2                         | 3                           | 13                          | 22                          | 101                         |
| متوسط الرطوبة النسبية (%)         | 85                          | 81                          | 76                          | 67                          | 66                          | 72                          | 73                          | 75                          | 80                          | 83                          | 87                          | 87                          | 78                          |
| المصدر: Pogoda.ru.net             |                             |                             |                             |                             |                             |                             |                             |                             |                             |                             |                             |                             |                             |

## توأمة
لفيتيبسك اتفاقيات توأمة مع كل من:
- ريزكني
- هاربن
- فرانكفورت (1991 - )
- نينبورغ
- بالتسي
- داوغافبيلس (25 يوليو 1998 - )

## أعلام
- إيمانويل فيليكوفسكي
- هانس هاهنه
- سيرغي كورنيلينكو
- زوريس ألفيروف
- يان تشيرسكي
- إيسر هاريل